# Montourtier
Montourtier est une ancienne commune française, située dans le département de la Mayenne en région Pays de la Loire, devenue le 1er janvier 2019 une commune déléguée au sein de la commune nouvelle de Montsûrs.
Elle est peuplée de 332 habitants.

## Géographie

### Localisation
La commune fait partie de la province historique du Maine, et se situe dans le Bas-Maine.

## Histoire
Le 1er janvier 2019, Montourtier intègre avec trois autres communes la commune de Montsûrs créée sous le régime juridique des communes nouvelles instauré par la loi no 2010-1563 du 16 décembre 2010 de réforme des collectivités territoriales. Les communes de Deux-Évailles, Montourtier et Saint-Ouën-des-Vallons deviennent des communes déléguées, celles de Montsûrs (commune déléguée) et Saint-Céneré conservent ce statut et Montsûrs est le chef-lieu de la commune nouvelle.

## Population et société

### Démographie
En 2021, la commune comptait 332 habitants. Depuis 2004, les enquêtes de recensement dans les communes de moins de 10 000 habitants ont lieu tous les cinq ans (en 2006, 2011, 2016, etc. pour Montourtier) et les chiffres de population municipale légale des autres années sont des estimations.
| 1793  | 1800 | 1806  | 1821  | 1831  | 1836  | 1841  | 1846  | 1851  |
| ----- | ---- | ----- | ----- | ----- | ----- | ----- | ----- | ----- |
| 1 035 | 666  | 1 095 | 1 075 | 1 087 | 1 148 | 1 121 | 1 123 | 1 131 |

| 1856  | 1861  | 1866  | 1872 | 1876 | 1881 | 1886 | 1891 | 1896 |
| ----- | ----- | ----- | ---- | ---- | ---- | ---- | ---- | ---- |
| 1 077 | 1 053 | 1 061 | 971  | 974  | 933  | 897  | 877  | 824  |

| 1901 | 1906 | 1911 | 1921 | 1926 | 1931 | 1936 | 1946 | 1954 |
| ---- | ---- | ---- | ---- | ---- | ---- | ---- | ---- | ---- |
| 795  | 724  | 696  | 582  | 579  | 502  | 502  | 504  | 455  |

| 1962 | 1968 | 1975 | 1982 | 1990 | 1999 | 2006 | 2011 | 2016 |
| ---- | ---- | ---- | ---- | ---- | ---- | ---- | ---- | ---- |
| 414  | 383  | 319  | 305  | 274  | 304  | 326  | 359  | 370  |

| 2019 | - | - | - | - | - | - | - | - |
| ---- | - | - | - | - | - | - | - | - |
| 364  | - | - | - | - | - | - | - | - |

## Culture locale et patrimoine

### Lieux et monuments
Montourtier est une cité du Pays d'art et d'histoire Coëvrons-Mayenne.
- Château de Bourgon, classé monuments historiques[9].
- L'ancien presbytère, inscrit à l'inventaire supplémentaire des monuments historiques[10].
- L'église paroissiale Saint-Pierre.
- L'ancienne plus grande poêle du monde (13,11 m).

### Galerie

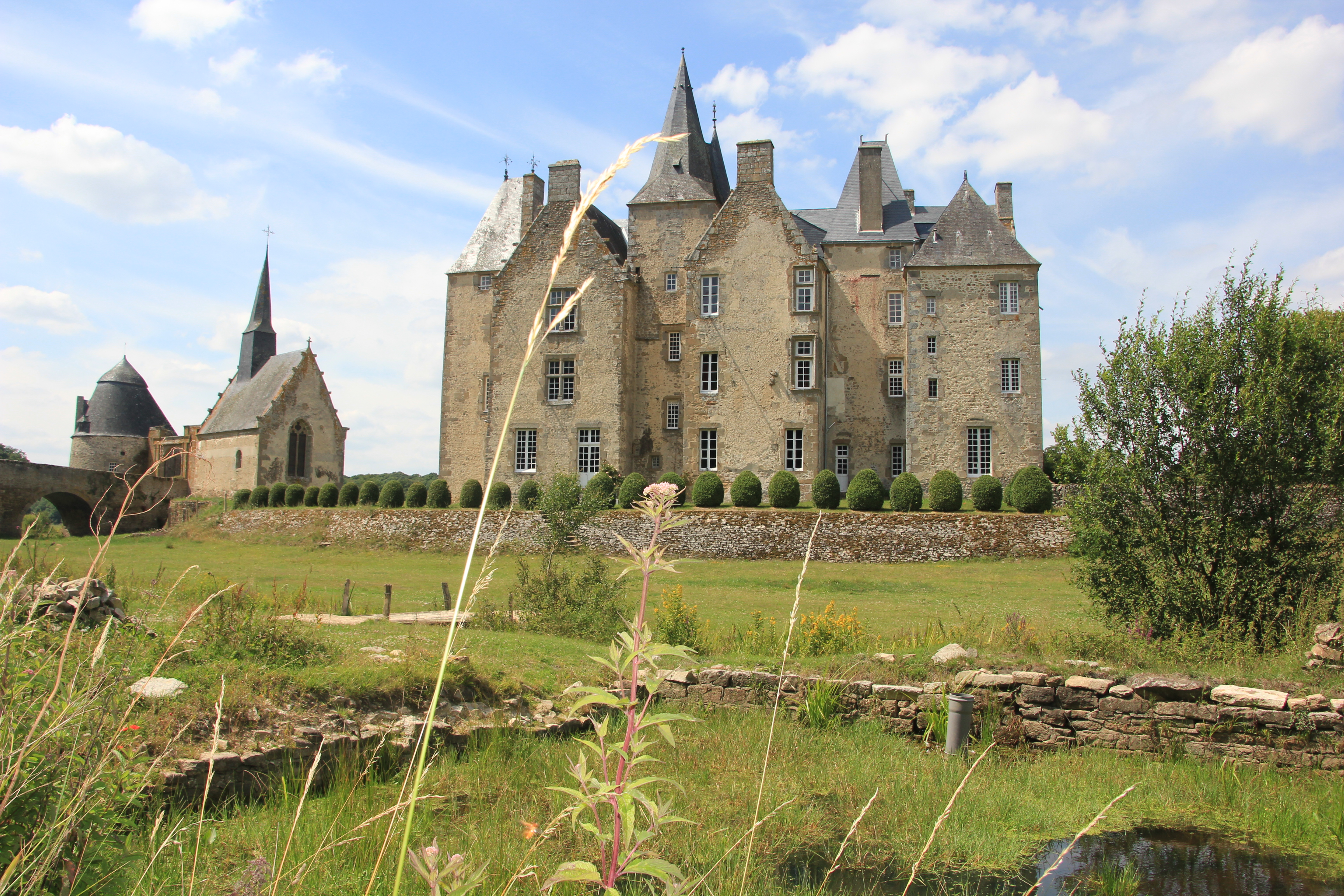
Le château de Bourgon.
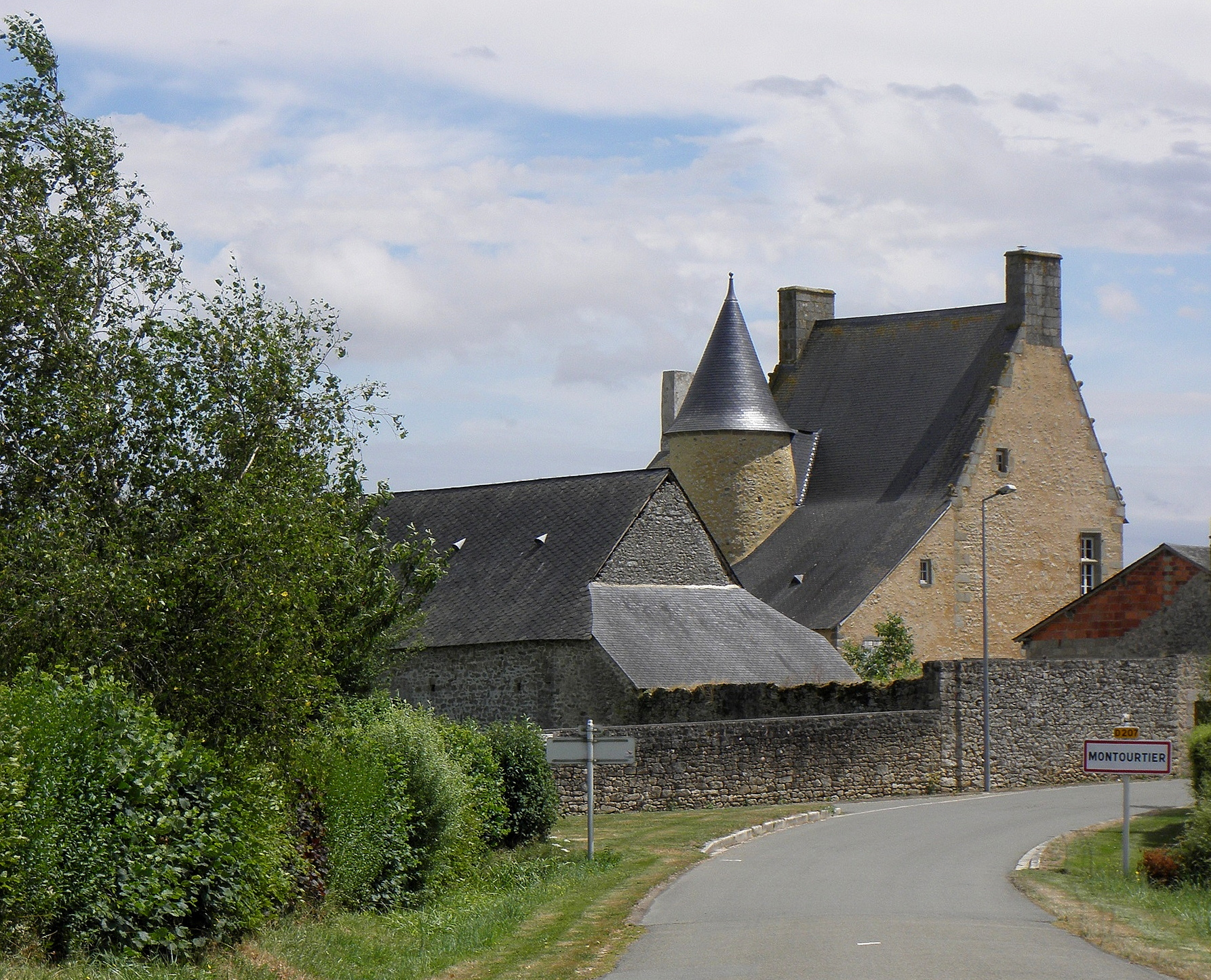
L'ancien presbytère.
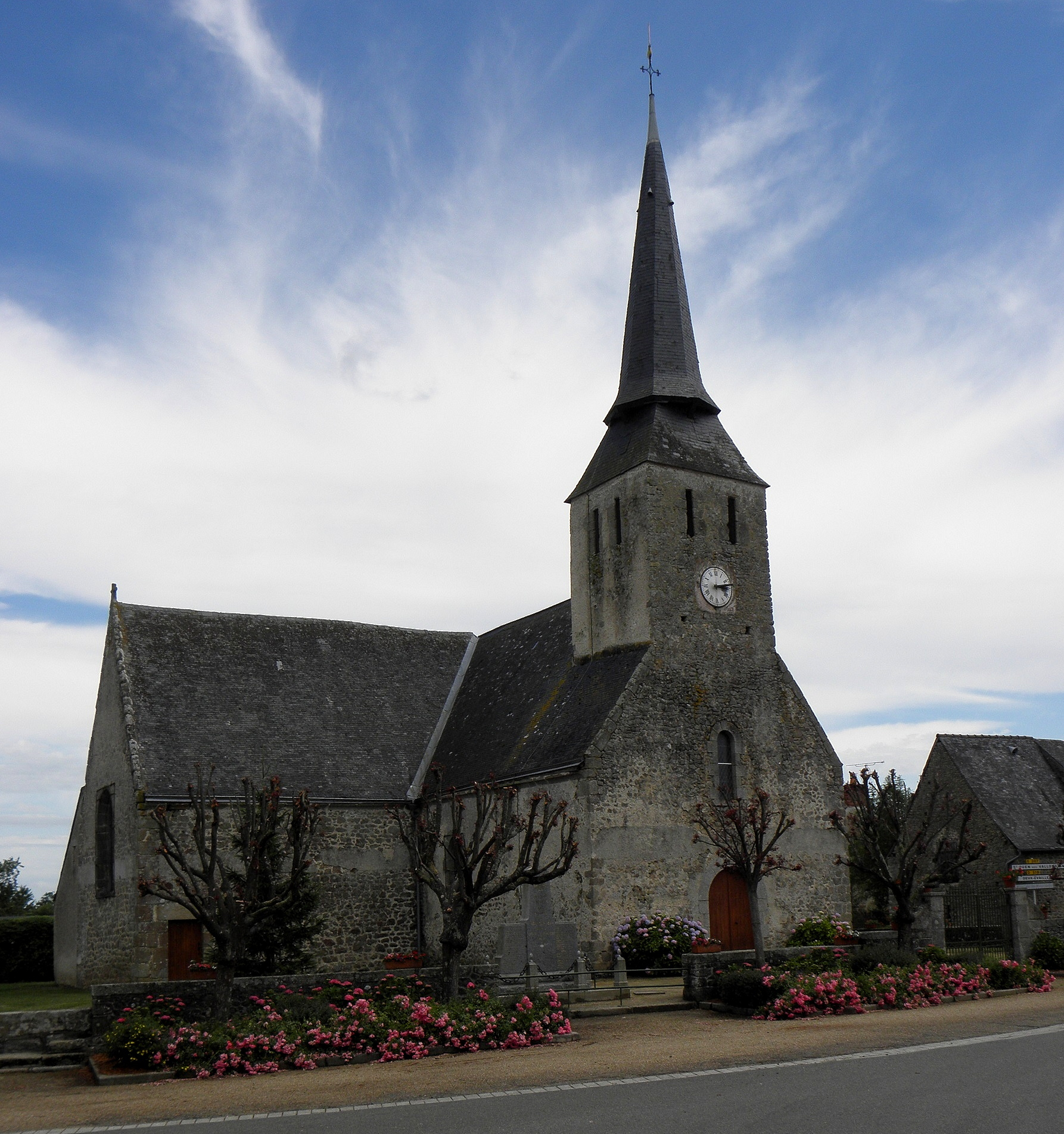
L'église paroissiale Saint-Pierre.

### Personnalités liées à la commune
- Jean Lahougue (né en 1945), écrivain, vit à Montourtier.